# Oona Devi Liebich
Oona Devi Liebich (* 12. Februar 1984 in Leipzig) ist eine deutsche Schauspielerin.

## Leben
Der Name Oona Devi (Devi bedeutet in vielen indischen Sprachen „Göttin“) wurde von ihrer Mutter gewählt, da sie ihre Tochter in der DDR nicht „Unna“ nennen durfte.
Liebich wuchs in Berlin auf. Entdeckt wurde sie auf dem Schulhof, wo sich Cast-Agenten nach neuen Gesichtern umsahen. Im Alter von 15 Jahren wurde sie so für ihre erste Filmrolle als „Malen“ in Crazy engagiert. Nach den Dreharbeiten nahm sie längere Zeit keine weiteren Angebote an, um Zeit für die Schule zu haben. Kurz vor dem Abitur bekam sie ein Angebot für die Hauptrolle in Paule und Julia, wofür sie die Schulzeit im Gymnasium, ohne das Abitur zu machen, beendete. Mittlerweile ist sie in mehreren Filmen und Serien zu sehen.
Mit ihrem Ehemann, dem Schauspieler İsmail Şahin, hatte sie 2015 ihr gemeinsames Spielfilmdebüt in Nicht schon wieder Rudi!
Liebich und Şahin sind seit 2004 ein Paar und haben 2010 geheiratet. Sie haben zwei Kinder.

## Filmografie
- 2000: Crazy
- 2001: Paule und Julia[1]
- 2001: Tatort – Tot bist Du!
- 2002: Der letzte Zeuge – Der Fluch des letzten Königs
- 2002: Der Bulle von Tölz: Tod nach der Disco
- 2002: Tatort – Undercover
- 2002: Liebling, bring die Hühner in’s Bett
- 2002: Edel & Starck – Kann denn Liebe Sünde sein
- 2002: Faites vos jeux
- 2003: SOKO Leipzig – Engel der Nacht
- 2003: Hai-Alarm auf Mallorca
- 2004: Endlich Sex!
- 2003: Anemonenherz
- 2004: Das Kommando
- 2004: Stimmen III („Damals warst du still“)
- 2004: Wilde Engel
- 2004: Das Leben der Philosophen
- 2004: SK Kölsch – Falsche Hoffnungen
- 2005: Tatort – Requiem
- 2006: Tatort – Schlaflos in Weimar
- 2007: Das große Hobeditzn
- 2007: Kein Bund für’s Leben
- 2007: Küstenwache – Dunkle Pläne
- 2008: Planet Schule: Religionen der Welt[2]
  - Jasmin und das Schma Israel
  - Jasmin und die Schahada
  - Jasmin und das Vaterunser
- 2008–2009: Der Landarzt (Folge 223 und 250)
- 2008: Ein Fall für Zwei – Geplatzte Träume
- 2009: SOKO Leipzig – Damenwahl
- 2009: Tatort – Tödlicher Einsatz
- 2009: Alarm für Cobra 11 – Das Ende der Welt
- 2010: Danni Lowinski – Eine sichere Bank
- 2010: Ausgerechnet Afrika
- 2010: Rosa Roth – Das Angebot des Tages
- 2010–2011: Rote Rosen
- 2012: Heiter bis tödlich: Akte Ex (Fernsehserie, Folge Die Prophezeiung)
- 2013: In aller Freundschaft – Mitten ins Herz
- 2014: Katie Fforde: Wie Feuer und Wasser
- 2015: Nicht schon wieder Rudi! (auch Buch und Regie)
- 2017: SOKO Leipzig – Wer Wind sät
- 2018–2020: Tonio & Julia (Fernsehreihe)
  - 2018: Kneifen gilt nicht
  - 2018: Zwei sind noch kein Paar
  - 2019: Schuldgefühle
  - 2019: Wenn einer geht
  - 2019: Ein neues Leben
  - 2019: Schulden und Sühne
  - 2020: Nesthocker
  - 2020: Der perfekte Mann
  - 2020: Dem Himmel so nah
  - 2020: Mut zu leben
- 2022: SOKO Köln – Elternabend
- 2023: SOKO Stuttgart: Vater unser
- 2024: Der Bergdoktor (Folge Der Blick nach vorn)
- 2024: Käthe und ich:
  - 2024: Der kleine Ritter
  - 2024: Sommerliebe
- 2024: Der Zürich-Krimi – Borchert und die Stadt in Angst